# Baron Melchett

Wappen der Barone Melchett

Baron Melchett, of Landford in the County of Southampton, war ein erblicher britischer Adelstitel in der Peerage of the United Kingdom.

## Verleihung
Der Titel wurde am 15. Januar 1928 an den Industriellen und liberalen Politiker Sir Alfred Mond, 1. Baronet, verliehen. Bereits am 8. Juli 1910 war ihm in der Baronetage of the United Kingdom der fortan nachgeordnete Titel Baronet, of Hartford Hill in Great Budworth in the County of Chester, verliehen worden.
Mit dem Tod seines Urenkels Peter Mond, 4. Baron Melchett, sind beide Titel am 29. August 2018 erloschen.

## Liste der Barone Melchett (1928)
- Alfred Mond, 1. Baron Melchett (1868–1930)
- Henry Mond, 2. Baron Melchett (1898–1949)
- Julian Mond, 3. Baron Melchett (1925–1973)
- Peter Mond, 4. Baron Melchett (1948–2018)